# Љута (притока Пљусе)
Љута (рус. Люта) река је на северозападу европског дела Руске Федерације. Протиче преко северних делова Псковске области, односно преко територија њеног Пљушког и Стругокрасњенског рејона. Лева је притока реке Пљусе, те део басена реке Нарве, односно Финског залива Балтичког мора.
Свој ток започиње на северним падинама Лушког побрђа. Укупна дужина водотока је 96 km, а површина сливног подручја 660 km². Улива се у реку Пљусу као њена лева притока на 135. километру узводно од њеног ушћа.
Најважније притоке су Угорња, Меленка, Плотиченка и Метелинка.